# Marlens
Marlens é uma ex-comuna francesa na região administrativa da Alta Saboia, região de Auvérnia-Ródano-Alpes. Estendeu-se por uma área de 15,23 km². Em 2010 a comuna tinha 1 397 habitantes (densidade: 91,7 hab./km²).
Em 1 de janeiro de 2016 foi fundida com a comuna de Cons-Sainte-Colombe para a criação da nova comuna de Val-de-Chaise.